# Vít Kolář (1951)
Vít V. Kolář (* 17. ledna 1951 Šumperk) je český novinář.

## Život
Absolvoval Fakultu žurnalistiky Univerzity Karlovy v Praze. V roce 1983 emigroval do Velké Británie a v roce 1984 nastoupil do BBC. V letech 1999–2006 byl šéfredaktorem české redakce BBC World Service. V roce 2006 získal Cenu Karla Havlíčka Borovského za rok 2005 a v roce 2007 se stal nositelem Řádu britského impéria OBE. S manželkou Jitkou mají dceru Viki Kolar. Z předchozího manželství má syny Víta a Jakuba.